# Zygaena lonicerae
Zygaena lonicerae là một loài bướm đêm thuộc họ Zygaenidae. Nó được tìm thấy ở hầu hết châu Âu.

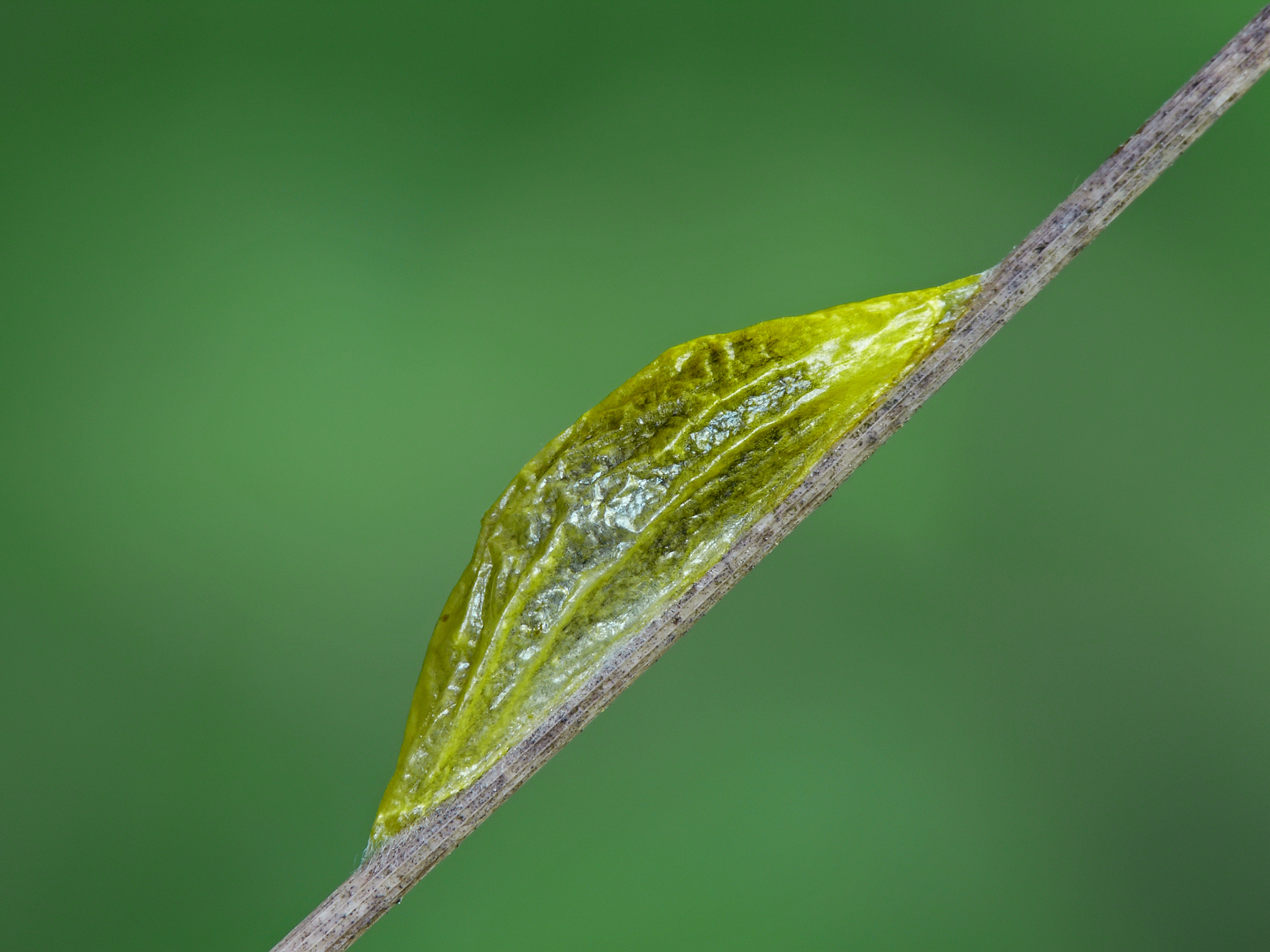
Nhộng

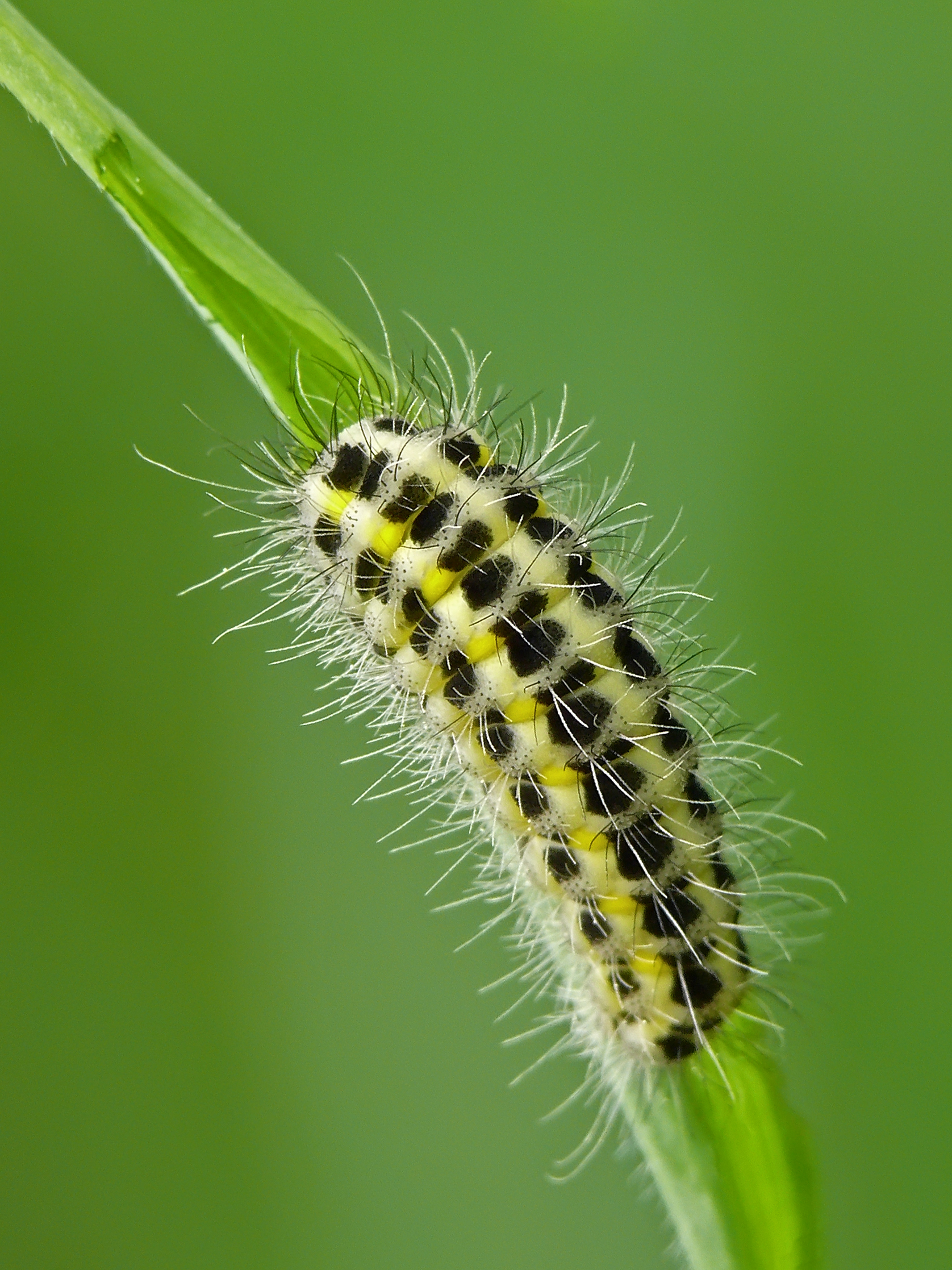
Sâu bướm

Sải cánh dài 30–46 mm. Con trưởng thành bay during daytime từ tháng 6 đến tháng 7 tùy theo địa điểm.
Ấu trùng ăn nhiều loại cây mọc thấp, bao gồm Trifolium and Lathyrus, cũng như Vicia silvatica, Lotus corniculatus.

## Hình ảnh

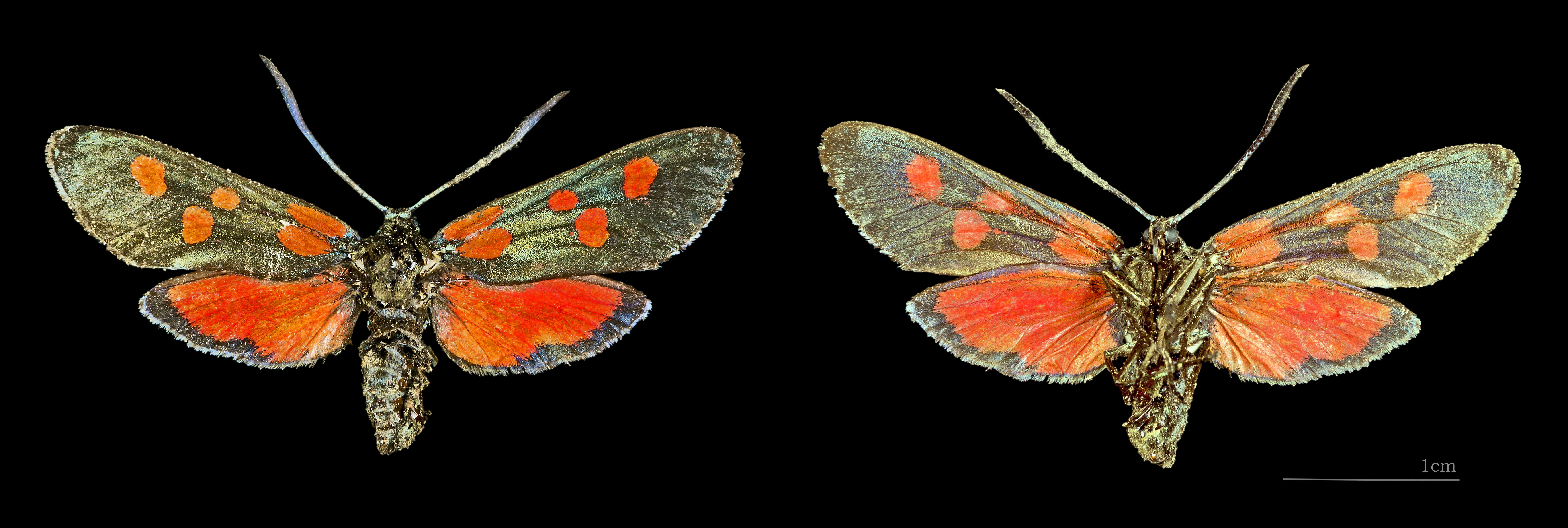
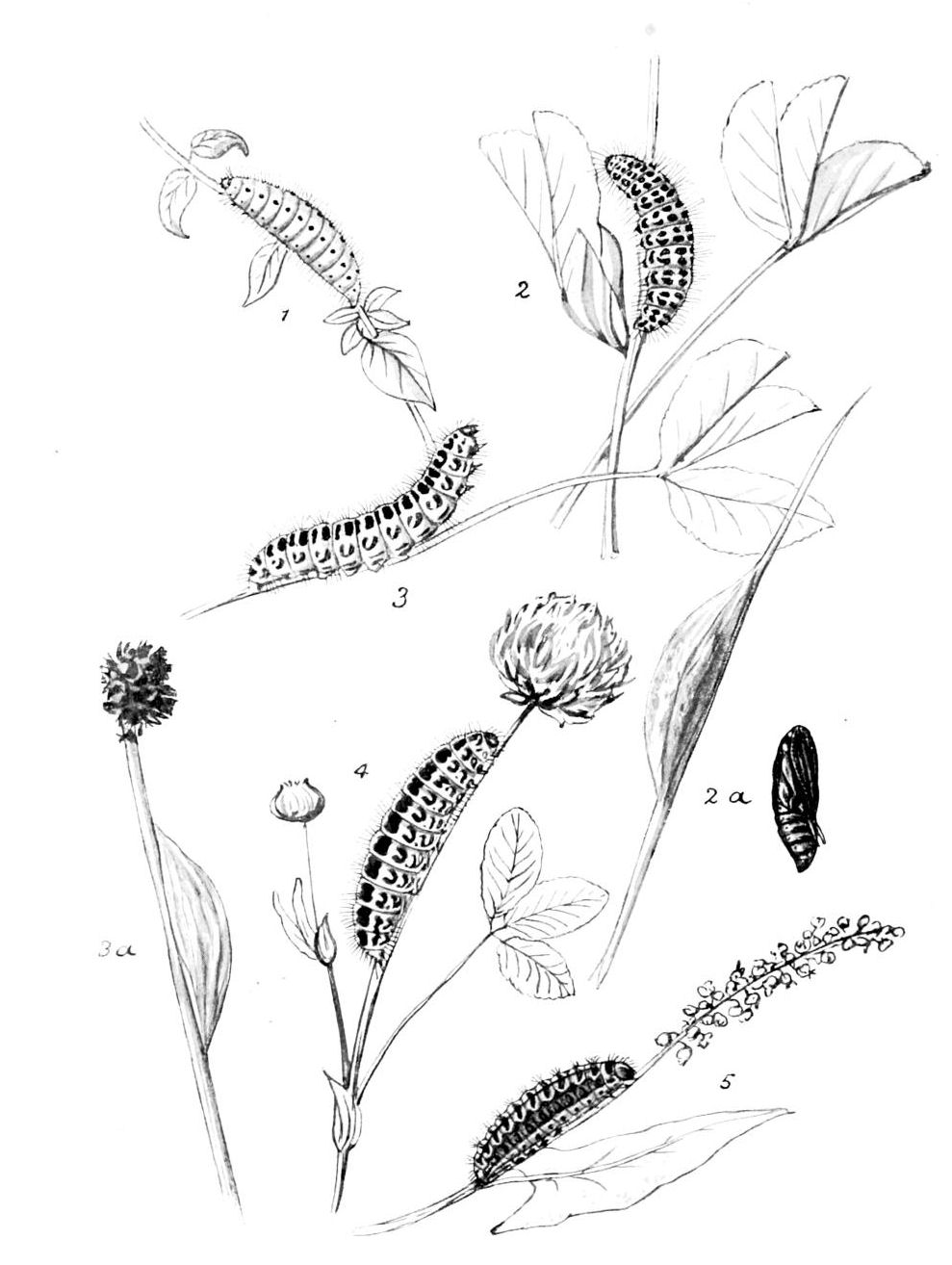

## Phân loài
- Zygaena lonicerae lonicerae
- Zygaena lonicerae alpiumgigas
- Zygaena lonicerae latomarginata
- Zygaena lonicerae linnei
- Zygaena lonicerae jocelynae
- Zygaena lonicerae insularis
- Zygaena lonicerae natolica
- Zygaena lonicerae abbastumana
- Zygaena lonicerae kalkanensis
- Zygaena lonicerae nobilis